# Polisens grader i Québec
Polisens grader i Québec visar den hierarkiska ordningen vid Sûreté du Québec, statspolisen i Québec.
| Tjänstegrad      | Sergent Polisinspektör             | Lieutenant Poliskommissarie                        | Capitaine Poliskommissarie      | Inspecteur Polisintendent |
| ---------------- | ---------------------------------- | -------------------------------------------------- | ------------------------------- | ------------------------- |
| Gradbeteckning   |                                    |                                                    |                                 |                           |
| Tjänstegrad      | Inspecteur-chef Polisöverintendent | Directeur général adjoint Biträdande polisdirektör | Directeur général Polisdirektör |                           |
| Gradbeteckningar |                                    |                                                    |                                 |                           |